# Compsocryptus hugoi
Compsocryptus hugoi là một loài tò vò trong họ Ichneumonidae.